# 36 Andromedae
36 Andromedae este o stea din constelația Andromeda.